# Amenhotep (Wesir)
Amenhotep, auch als Huy bezeichnet, war der nördliche Wesir unter König (Pharao) Amenophis III. in der altägyptischen 18. Dynastie (Neues Reich). Er amtierte etwa zeitgleich mit Ramose.
Zu seiner Person ist nicht viel bekannt. Sein Grab wurde erst 1978 im al-Asasif in Theben-West entdeckt. Ansonsten kennt man ihn von zwei Statuen aus dem Nil-Delta, von Krugaufschriften aus Malkata, die das Sed-Fest nennen, und er erscheint zusammen mit dem Wesir Ramose in dem Tempel von Soleb. Die Einordnung als nördlicher Wesir ist in der Forschung schon bestritten worden und es wurde vermutet, dass Ramose im Norden und Amenhotep im Süden amtierte.